# Línea 77 (Montevideo)
La línea 77 fue una línea de transporte urbano de Montevideo. Unía Portones Shopping con Nuevocentro Shopping. 

## Historia
Creado en 1948 por la Administración Municipal de Transporte, uniendo inicialmente la Aduana con la Playa del Buceo, en 1975 con la disolución del ente estatal, la línea es adquirida por la cooperativa Rápido Internacional Cooperativo quien realiza algunas modificaciones en su recorrido, primero, desde la Aduana hacia Punta Gorda, y en los años noventa con la inauguración del Shopping Portones el recorrido es extendido hacia el mismo, y en 2004 con la apertura de la terminal homónima modifica su lugar de destino. En el año 2016 la cooperativa Raincoop quiebra, por lo cual la línea le es otorgada a la compañía Cutcsa quien al tiempo de iniciar su operación decide modificar drásticamente su recorrido, uniendo el Shopping Portones con el Shopping Nuevo Centro en el barrio Bolívar. 
Dicha modificación se ve justificada debido a que el barrio Bolívar se encontraba en el proceso de inaugurar distintos edificios y dependencias que iban a necesitar de una mayor conexión con el transporte urbano. Estos edificios fueron el Sanatorio del Banco de Seguros, la Jefatura de Policía, el Edificio Libertad y la apertura del Instituto de Traumatología, y el Antel Arena.

Finalmente en el año 2020, la línea fue definitivamente suprimida, quedando fuera de servicio.

## Recorridos
Circulaba por los barrios Bolívar, La Blanqueada, La Unión, Malvín Norte, La Cruz de Carrasco, y Carrasco.
| Su ida fue - (Terminal Portones) - Avenida María Luisa Saldún de Rodríguez - Camino Carrasco - Pirán - Avenida Corrientes - 20 de Febrero - Avenida 8 de Octubre - Avenida Dámaso A.Larrañaga - José Serrato - Avenida José Pedro Varela - Avenida Luis Alberto de Herrera - Juan Campisteguy - Bulevar Artigas - Nuevocentro Shopping | Su vuelta fue - Nuevocentro Shopping - Bulevar Artigas - Avenida General Flores - Avenida Luis Alberto de Herrera - Avenida José Pedro Varela - Avenida Dámaso Antonio Larrañaga - Joanicó - Mariano Moreno - Avenida 8 de Octubre - Gral. Villagrán - José A. Cabrera - 20 de Febrero - Avenida Corrientes - Pirán - Camino Carrasco - Avenida María Luisa Saldún de Rodríguez - Avenida Bolivia - (Terminal Portones) |

### Recorridos anteriores
| Ida - Plaza Independencia - Avenida18 de Julio - Avenida 8 de Octubre - Gral. José Villagrán - José Antonio Cabrera - 20 de Febrero - Camino Carrasco - Avenida Bolivia (Terminal Portones) - Avenida General José Paz - Avenida Gral. Rivera - Priamo - Caramurú - Avenida San Marino - Siria... | Vuelta - ...Siria - San Nicolás - Avenida Bolivia (Terminal Portones) - Camino Carrasco - 20 de Febrero - Avenida 8 de Octubre - Avenida 18 de Julio - Plaza Independencia - Juncal, continúa sin espera... |